# Покидько Василь Маркович
Поки́дько Васи́ль Ма́ркович (* 28 січня 1919 — † 10 червня 1991) — капітан, Герой Радянського Союзу (24.03.1945), командир стрілецького батальйону 226-го Вітебського Ордена Червоного прапора стрілецького полку 63-ї Вітебської Червонопрапорної стрілецької дивізії 5-ї армії 3-го Білоруського фронту.

## Біографія
Народився 28 січня 1919 року в селі Хороше Озеро Комарівського (нині Борзнянського) району Чернігівської області в сім'ї селянина. Українець.
Після 7 класів середньої школи закінчив ветеринарний технікум. Працював ветеринаром.
У лютому 1939 року Охтирським райвійськкоматом Сумської області призваний до лав РСЧА — поступив у військово-піхотне училище. Після закінчення училища, з липня 1941 року — в діючій армії.
З липня по вересень 1941 року — на Північно-Західному фронті. Брав участь в контрударі під Старою Руссою, оборонних боях і прориві 34-ї армії з оточення. Був важко поранений.
Після одужання, в квітні 1942 року був направлений на Брянський (з 7 липня 1942 року — Воронезький) фронт, в 6-ту гвардійську армію. В цей період війська фронту вели важкі оборонні бої за Воронеж, сковуючи переважні сили німців та зриваючи їх перекидання для посилення угруповань, які наступали на Сталінград і Кавказ. Тут отримав першу бойову нагороду — медаль «За відвагу». В січні 1943 року Василь Маркович був знову важко поранений. За участь в Острогозько-Россошанській операції був нагороджений Орденом Червоної Зірки.
Після шпиталю, з березня 1943 року Покидько знову на Воронезькому фронті. Бере участь у кровопролитних боях, які слідують після невдалої харківської наступальної операції (19 лютого — 14 березня 1943). В червні 1943 отримав легке поранення. Під час Курської битви (5 липня — 23 серпня 1943 року) брав участь в Курській оборонній (5—23 липня) і Бєлгородсько‑Харківській наступальній (3—23 серпня) операціях.
За бої на Харківщині Василь Маркович був нагороджений орденом Червоного Прапора. Ось-ось радянські війська мали вступити на землю Чернігівщини, однак самому Василю Покидьку ввійти в рідне село не судилося — в серпні 1943 року переведений 39-ту армію Калінінського фронту. 14 вересня війська фронту перейшли в наступ проти духовщинсько-демидівського угруповання сил німців. В ході важких боїв по прориву глибокоешелонованої оборони німців отримав третє важке поранення.
В діючу армію капітан Покидько повернувся тільки в травні 1944 — був призначений командиром батальйону 226-го стрілецького полку 63-ї стрілецької дивізії 5-ї армії 3-го Білоруського фронту.
В ході Вітебсько-Оршанської операції (знаменитий Вітебський прорив) батальйон капітана Покидька вміло здійснив прорив оборони німців біля села Єфременка, на підступах до Вітебська, сміливо і мужньо вів бої за великий промисловий центр і вузол залізничних і автомобільних шляхів Литовської РСР місто Каунас. У серпні 1944 року одним з перших в дивізії вийшов до кордону зі Східною Прусією. Під час жорстокого бою на кордоні Василь Маркович Покидько був важко поранений, але відмовився від госпіталізації — лежачи на ношах, продовжував керувати боєм до розгрому угруповання противника. Це був останній бій капітана Покидько у німецько-радянській війні.
Після закінчення війни В. М. Покидько закінчив Військову академію імені М. В. Фрунзе. Проходив службу на командних і штабних посадах. Звільнився в запас в 1978 році в званні полковника. Після звільнення проживав в Москві. Працював начальником штабу цивільної оборони в одному з науково-дослідних інститутів. Помер 10 червня 1991 року. Похований на Хімкінському кладовищі.

## Звання Героя Радянського Союзу
З подання на присвоєння капітану Покидько В. М. звання Героя Радянського Союзу:

| Батальйон капітана Покидько з боями пройшов від Вітебська до кордонів Східної Пруссії. Діючи на напрямку головного удару 3-го Білоруського фронту, бійці і командири успішно прорвали оборону німецько-фашистських військ в районі села Єфременка на південний схід від Вітебська і невідступно переслідували противника до моменту його повного оточення під Вітебськом. У подальших операціях з оволодіння містами Вільнюс, Каунас, в боях на підступах до Східної Пруссії батальйон також діяв на напрямку головного удару і успішно виконав усі поставлені завдання. Ні ворожі танки, ні самохідні гармати, ні переважаючі сили піхоти німців — ніщо не могло зупинити наступальної ходи бійців і офіцерів батальйону. Завдяки вмілому і мужньому керівництву батальйоном, особистій хоробрості і геройству товариш Покидько в кожному бою незмінно здобував перемогу. За період наступу батальйон знищив 1630 німецьких солдатів і офіцерів, захопив багато ворожої зброї, взяв у полон 750 гітлерівців. Командир 226 стрілецького Вітебського Червонопрапорного полку майор Зубарєв. Висновок Військової Ради фронту: гідний присвоєння звання Герой Радянського Союзу. Командуючий військами 3-го Білоруського фронту генерал армії Черняховський. |
Указом Президії Верховної Ради СРСР від 24 березня 1945 року «за зразкове виконання бойових завдань командування на фронті боротьби з німецько-фашистськими загарбниками і проявлені при цьому виняткові героїзм і самопожертву» капітану Покидько Василю Марковичу було присвоєне звання Героя Радянського Союзу з врученням ордена Леніна і медалі Золота Зірка.

## Нагороди
- Медаль «Золота Зірка» Героя Радянського Союзу (№ 7113)
- Орден Леніна
- Орден Червоного прапора (№ 0810)
- Орден Олександра Невського
- Орден Вітчизняної війни 1-й ступеня
- Два ордени Червоної Зірки
- Орден «За службу Батьківщині в Збройних Силах СРСР»
- Медаль «За відвагу»